# Fitzhugh's Ride
Fitzhugh's Ride è un cortometraggio muto del 1914 diretto da Edgar Jones.

## Produzione
Il film fu prodotto dalla Lubin Manufacturing Company.

## Distribuzione
Distribuito dalla General Film Company, il film - un cortometraggio di due bobine - venne distribuito nelle sale USA il 12 febbraio 1914.